# Hammerhai (Band)
Hammerhai ist eine deutschsprachige Ska-Punk-Band aus Hannover. Stilistisch ist Hammerhai durch Einflüsse von Hip-Hop, Metal, Beat, Reggae, Hardcore Punk und Rock sehr eigenständig. 1997 gegründet gelten die Hannoveraner als Pioniere des deutschsprachigen Offbeats.

## Geschichte und Stil
Typisch für die Band war insbesondere die markante Stimme und das Orgelspiel, das den Liedern einen gewissen Retrosound und NDW-Charme verlieh. Teilweise wird dies noch durch eine Mundharmonika ergänzt. Ebenfalls typisch für Hammerhai und sehr untypisch für Ska-Bands war das Fehlen von Bläsern. Das Ox-Fanzine beschrieb ihre Musikrichtung 2006 als „Dampframmen-Ska, [...] der seine Spur in Form von angeschlagenen Pogo-Pinguinen“ hinterlasse. Zudem attestierte das Ox sowohl eine Neigung zum Off-Beat als auch „Wortgewandte deutsche Texte und dennoch eingängige Arrangements“. Michael Weber bezeichnet die Texte im hannoverschen Musikmagazin Rockszene als „herrlich schräg“, Tobias Lehmann beschreibt sie im selben Heft als „einfach witzig“, sie seien „Systemkritik, die sich aber nicht fanatisch ernst nimmt“. Seit 2011 ist Hammerhai wieder gelegentlich auf den Bühnen der Republik unterwegs und spielt dabei mit 2 Gitarristen.  
Hammerhai besteht seit Sommer 2017 aus Christian "Sölti" Sölter (Gesang, Bluesharp), Lennart Oheim (Gitarre), MC Timsen (Gitarre, Gesang), Stefan "Tikkimann" Otto (Bass, Gesang) und Hagen Balke (Schlagzeug). Lennart Oheim spielte außerdem bei der Band Tønstrøm, Lennart kam 2002 Band und ersetzte den ausgestiegenen Gitarristen Pape. Lennarts Gitarrenspiel wirkte dabei rockiger als das seiner Vorgänger. MC Timsen a.k.a. Tim Nilsen ist Gründungsmitglied der Band, hat aber zwischen 2001 und 2011 pausiert und sich dem Projekt Komplize gewidmet. Im Januar 2017 hat sich die Band von ihrem langjährigen Schlagzeuger Herrn K. getrennt und im Sommer des gleichen Jahres mit Hagen einen jungen, äußerst talentierten, Ersatz gefunden.
Die Hammerhai-Mitglieder werden von verschiedenen Medien als typische hannoversche Szene-Urgesteine beschrieben. Ihr fester Bezugs- und Auftrittsort in Hannover ist das Béi Chéz Heinz, in dem laut Rockszene auch die intensivsten Konzerte der Band stattfinden. Die enge Verbindung kommt u. a. dadurch zustande, dass Hammerhai-Sänger Sölter auch Programm- und Pressechef im Béi Chéz Heinz ist.
Besonders dem hannoverschen Stadtteil Linden fühlen sie sich verbunden. Ihr Album Mein Kiez widmeten sie dem Stadtteil und begründeten dies gegenüber dem Ox mit: „Linden ist die wesentlich lässigere, trashigere, aber durchaus gediegene und lauschige Seite von Hannover“.
Während die Band in den frühen Jahren ihres Bestehens um die 50 Auftritte im Jahr hatte, wurden es später weniger, da Kinder, Arbeit, Umzüge, Doktorarbeit etc. mehr Aufmerksamkeit erforderten. 2006 spielte die Band noch etwa 20 Konzerte im Jahr. Lob bekam insbesondere das Livespiel, während die Band ihre frühen Platten im Nachhinein als „ein wenig zu sauber und brav produziert“ ansah.
Nach dem Ausstieg von Susii Liere lag Hammerhai längere Zeit auf Eis, und die Mitglieder orientierten sich entweder in andere Bands oder zogen sich ins Privatleben zurück. Schließlich benannte sich der Rest der Band bis auf Liere in Tentakel de Luxe um. Im März 2009 fand der erste Auftritt im Béi Chéz Heinz statt. Tobias Lehmann auf rockszene.de zufolge spielte Tentakel de Luxe dabei ein rockig geprägtes Programm, das einen „bunten Mix“ aus Metal, Stoner-Rock, Psychoblues „und anderen Stilen der Rockmusik“ bot, die Songs handeln Lehmann zufolge u. a. von Steuererklärungen.
Sölter ist neben Hammerhai noch bei Sölter & Kirleis, Sultan, den Überholspurpiraten und  als Solokünstler aktiv. Er hat ein Hörbuch unter dem Titel Der Sündenpfuhl am Frühstückstisch veröffentlicht und mit "Die Karawane der Papiertiger" ein Buch im Blaulicht Verlag auf den Markt gebracht.
Im Dezember 2019 wurde das Album "Unterm Schnellweg" auf Rockers Records veröffentlicht, dass den aktuellen Sound der Band widerspiegelt und positive Kritiken bekommt.

## Diskografie

### Alben
- 1999: Erledigt
- 2000: ...schlägt zurück
- 2002: Komma' klar!
- 2004: Unterwegs (Live)
- 2006: Mein Kiez
- 2019: Unterm Schnellweg[15]

### EPs
- 1998: Demo-CD
- 1998: Split-EP mit No Respect
- 2001: Split-EP mit Los Nuevos Mutantes

### VHS/DVD
- 1999: Live im BCH (VHS)
- 2005: Unser Kiez – Fährmannsfest Hannover 2004 (DVD)